# Jaguar Type C
La Jaguar C-Type (aussi appelée Jaguar XK120-C) est une voiture de compétition construite par le constructeur automobile Jaguar entre 1951 et 1953. Ce modèle remporta les 24 Heures du Mans en 1951 et 1953.

## Genèse
Ce sont les résultats flatteurs des trois Jaguar XK120 engagées aux 24 heures du Mans 1950 qui poussèrent Jaguar à créer une version compétition. Contrairement à ce que son appellation laisse suggérer, la Jaguar XK120-C ou Type C n’a presque plus aucun rapport avec celle qui lui a donné naissance. 
Le châssis est désormais composé d’un assemblage de tubes légers et robustes destiné à accueillir l’ensemble moteur boite et pont. Le pont est relié à des bras solidaires de barres de torsion placées transversalement. Les mouvements de ces barres sont amortis par de classiques amortisseurs « Newton » télescopiques et non à bras de levier comme sur la XK120. À l’avant, on retrouve le dispositif de la XK120, roues indépendantes à barres de torsion et à barres antiroulis. La direction délaisse le boîtier « Burman » pour hériter d’une crémaillère précise, légère et directe. Le freinage à tambours est amélioré.
La carrosserie est l’œuvre de l’aérodynamicien Malcolm Sayer auteur des futures Jaguar Type D et Jaguar Type E. Conçue en aluminium, la carrosserie fit l’objet d’une étude aérodynamique poussée. La ligne est basse, fluide et sobre dans le plus pur style des barquettes des années 1950.
Le moteur est le célèbre bloc XK 3.4L déjà monté dans la XK120. Il bénéficie d’une préparation consistant en l’augmentation du diamètre des soupapes d’échappement, modification des ressorts de soupapes, utilisation d’un arbre à cames « high lift » et adjonction de deux carburateurs S.U. H8. La puissance passe ainsi de 160 ch sur le bloc de série à 205 ch pour cette version compétition.

La transmission dispose d’un volant moteur allégé, d’un embrayage Borg & Beck renforcé, d’une boite de vitesses Moss « close ratio » et d’un pont arrière Salisbury.
La voiture est équipée de roues fils de 16 pouces avec des jantes en alliage léger.
La Jaguar C-Type n’est de fait pas une version affûtée de l’XK120, c’est une tout autre voiture.

## Évolution
L’évolution majeure de la Jaguar Type C intervient en 1953 en vue des 24 Heures du Mans de cette même année. Elle se traduit par une chasse au poids superflu. Les modèles « usine » engagés pour l’épreuve disposent d’un châssis dont la section des tubes a été diminuée, d’une carrosserie en aluminium encore plus fine, d’un appareillage électrique plus léger et d’un réservoir souple type aviation. Côté mécanique, l’alimentation reçoit trois carburateurs Weber 40 DCOE, un nouvel embrayage à trois disques et enfin, le fameux système de freinage à disques que Jaguar a contribué à développer conjointement avec Dunlop et Girling. La voiture gagne ainsi une cinquantaine de kilos et plus de 15 chevaux.

## Compétitions
La Jaguar Type C fut l’une des références en compétition automobile durant la première partie des années 1950. Elle remporta les 24 Heures du Mans en 1951 et 1953, le Tourist Trophy en 1951, les 12 heures de Reims et de Hyères en 1953 en ce qui concerne des épreuves majeures. En côte, elle s'imposa au mont Washington en 1953 et 1954. Elle fut plus malchanceuse dans les épreuves italiennes, comme les Mille Miglia ou la Targa Florio.

### Résultats aux 24 Heures du Mans
| Année | Châssis No | Pilotes              | Résultat |
| ----- | ---------- | -------------------- | -------- |
| 1951  | XKC003     | Whitehead / Walker   | 1er      |
| 1951  | XKC002     | Moss / Fairman       | Abandon  |
| 1951  | XKC001     | Johnson / Biondetti  | Abandon  |
| 1952  | XKC001     | Rolt / Hamilton      | Abandon  |
| 1952  | XKC011     | Moss / Walker        | Abandon  |
| 1952  | XKC002     | Whitehead / Stewart  | Abandon  |
| 1953  | XKC051     | Rolt / Hamilton      | 1er      |
| 1953  | XKC053     | Moss / Walker        | 2e       |
| 1953  | XKC052     | Whitehead / Stewart  | 4e       |
| 1953  | XKC047     | Laurent / de Tornaco | 9e       |
| 1954  | XKC047     | Laurent / Swaters    | 4e       |

## Production et marché actuel
Construite entre juin 1951 et août 1953 à Coventry, la Jaguar Type C fut produite à 53 exemplaires. Aujourd’hui, ce modèle est devenu un classique du marché de l’automobile de collection. Les exemplaires survivants sont parfaitement connus et documentés. En août 2015, un authentique exemplaire se négociait 13,2 millions de dollars lors d'une vente aux enchères américaine. Les prix fluctuent en fonction du palmarès des autos et de leur degré d'originalité. Abondamment imitée, la Jaguar C-Type est un modèle copié par de nombreux artisans. Nombre de répliques de qualité variable furent fabriquées au cours des dernières décennies. Elle est refabriquée par la division Jaguar Classic en 8 exemplaires et porte le nom Type C "Continuation".

## Constructeurs de répliques
- Lynx
- Proteus
- Coventry Classics